# 로널드 멜작

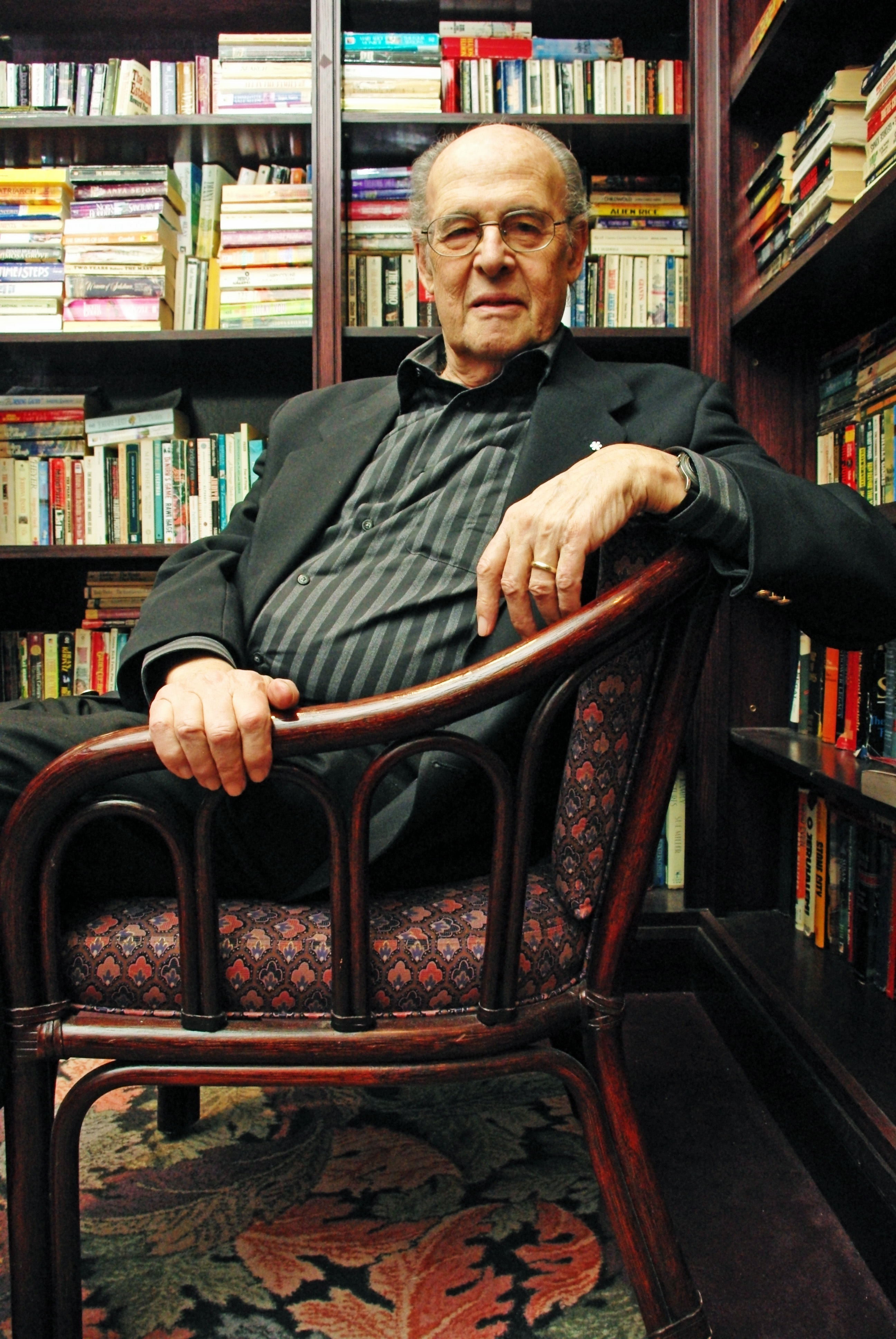

 로널드 멜작(영어: Ronald Melzack, 1929년 7월 19일 - 2019년 12월 22일)는 캐나다의 심리학자로, 인간의 통증을 수치화한 맥길 통증 설문지(McGill Pain Questionnaire)를 개발했다. 노벨 생리학·의학상 수상자인 존 오키프(John O'Keefe, FRS, 1939년 11월 18일~)는 뉴욕 시립 대학교에서 학사과정을 마치고 맥길 대학교 심리학과에서 로널드 멜작 밑에서 사사했다.